# Sucesos de Villalpando
Los sucesos de Villalpando fueron una cruenta colisión entre varios obreros comunistas y otros de filiación desconocida, "acometiéndose ambos bandos con arma blanca" -dice la prensa. El enfrentamiento ocurrió en la localidad zamorana de Villalpando el viernes 1 de junio de 1934.  Resultó muerto el comunista Francisco Gallego y herido de gravedad Marcelino Caramanzana, también comunista. Fueron detenidos los agresores por la Guardia Civil. 

## Conflicto y movilización social
La Segunda República es el período de mayor movilización política en España de todo el siglo XX. La amplia libertad del nuevo sistema republicano permite el desarrollo de inquietudes políticas por parte de la clase trabajadora, lo que hará que el fuerte conflicto social, ya existente, aumente y desemboque en numerosas ocasiones en sucesos con enfrentamientos violentos. 
La situación en el medio rural, entre caciques y jornaleros era más tensa que nunca, además de que la mayoría de los obreros optó por las posiciones más radicales y por la vía revolucionaria; las protestas en numerosos casos derivaron, en ataques a la propiedad, con la destrucción de maquinaria agrícola, ocupaciones de fincas, incendios de cosechas, y robos. Estos conflictos violentos, que la historiografía ha denominado como “sucesos” fueron una constante durante la nueva República, como en los casos de los sucesos de Arnedo (La Rioja), de Castilblanco (Badajoz), de Aznalcóllar (Sevilla) o los famosos sucesos de Casas Viejas (Cádiz). 

## Crónica de los sucesos
Según la nota de prensa que recoge el Diario de Córdoba, 

"En Villalpando riñeron tres comunistas con otros individuos pertenecientes a un partido contrario. Se acometieron a navajazos, resultando muerto el comunista Francisco Gallego y gravemente herido un compañero apodado Caramanzana. Los agresores fueron detenidos por la Guardia Civil
Diario de Córdoba, 2 de junio de 1934, pág. 3. 

La nota breve del diario madrileño Ahora es similar, coincide en el nombre de la víctima, Francisco Gallego, pero da nombre al herido de gravedad, Marcelino Caramanzana, compañero del fallecido.  Restan muchos detalles que estos dos periódicos no aclaran.